# Torsten Erasmie
Torsten Erasmie, född den 5 april 1940 i Strömsund, död den 20 augusti 2018, var en svensk målare. Erasmie var bosatt och verksam i Viks fiskeläge på Österlen. Han var ledamot av Konstnärsklubben i Stockholm.
Erasmie tog studenten vid Skara högre allmänna läroverk 1959. Han studerade konst för Tage Hansson vid Skånska målarskolan i Malmö och vid Skånska grafikskolan samt under studieresor till Frankrike och Portugal. I sin konst skildrar Erasmie landskapet på Österlen. Han erhöll Ellen Trotzigs stipendium 1986 och deltog i Pleinair-symposier i Wustrow, Tyskland, 1996 och i Nida, Litauen, 1998. Erasmie medverkade i samlingsutställningar i Sverige, Frankrike, Tyskland, USA och Litauen. Han hade separatutställningar i Danmark, Tyskland samt i USA. 
Erasmie är representerad på några museer, bland annat Kunstsammlung des Landkreises Nordvorpommern, i Tyskland, på Malmö museum och Höganäs museum. Konstverk av Erasmie återfinns även i Riksdagshuset.

## Offentliga utsmyckningar
- Arbetsförmedlingen i Ystad (1991)

## Galleri

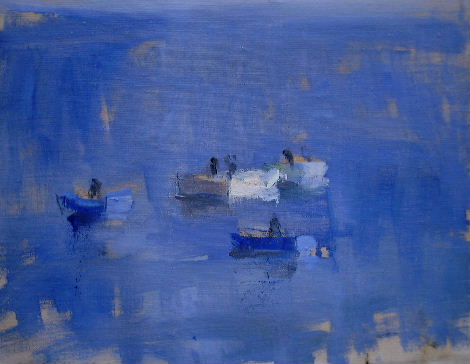
Båtar i Viks hamn